# Аллеганский скрытожаберник
Аллеганский скрытожаберник (лат. Cryptobranchus alleganiensis) — вид хвостатых земноводных семейства скрытожаберников, относящийся к монотипическому роду скрытожаберники (Cryptobranchus); видовое название «аллеганский» (лат. alleganiensis) — от Аллеганских гор и плато, расположенных на территории штатов Виргиния, Западная Виргиния, Мэриленд и Пенсильвания. Это один из самых крупных видов саламандр в Северной и Южной Америке.

## Описание
Это крупная приземистая амфибия; длина тела у самок достигает 74 см, самцы мельче — до 69 см. Тело окрашено в серый или желтовато-серый цвет и покрыто чёрными пятнами.

## Образ жизни
Аллеганские скрытожаберники — ночные животные. Днём прячутся под камнями под водой, ночью становятся активными, но обычно сидят в засаде, поджидая добычу — в их рацион входят мелкие рачки и рыбёшка, черви, моллюски и лягушки.
Эти амфибии теряют жабры, когда из личинок превращаются во взрослых особей, которые, однако, затем проводят всю жизнь на дне рек и ручьёв. Бо́льшую часть кислорода они поглощают через морщинистую кожу, но иногда поднимаются на поверхность воды, чтобы набрать воздуха в свои маленькие легкие.
Аллеганский скрытожаберник ведёт одиночный образ жизни, вступая в контакт с представителями противоположного пола лишь в период размножения, который наступает в конце лета. Самец роет яму под камнем и позволяет проникнуть в неё нескольким самкам, которые откладывают туда икру. Затем он оплодотворяет икринки облаком спермы, после чего охраняет их три месяца, пока не вылупятся личинки. Продолжительность жизни аллеганского скрытожаберника может достигать 50 лет.